# Long Distance Love
Long Distance Love är en svensk dokumentärfilm från 2008 i regi av Magnus Gertten och Elin Jönsson. Filmen skildrar paret Osh och Dildora från Kirgizistan som måste leva i ett långdistansförhållande när Osh åker till Moskva för att arbeta.
Filmen producerades av Gertten och Lennart Ström och fotades av Jesper Osmund. Den premiärvisades 27 september 2008 på en filmfestival i Malmö och hade biopremiär den 21 november samma år på biograf Kino i Lund och Spegeln i Malmö.
Long Distance Love fick pris för bästa dokumentärfilm vid Hamptons International Film Festival i New York 2009.